# Amphoe Wan Yai
Amphoe Wan Yai (Thai อำเภอหว้านใหญ่) ist ein Landkreis (Amphoe – Verwaltungs-Distrikt) im Nordosten der  Provinz Mukdahan. Die Provinz Mukdahan liegt im westlichen Teil der Nordost-Region von Thailand, dem so genannten Isan.

## Geographie
Benachbarte Landkreise sind (von Süden im Uhrzeigersinn): Mueang Mukdahan der Provinz Mukdahan sowie That Phanom in der Provinz Nakhon Phanom. Im Osten am anderen Ufer des Mekong liegt die Provinz Savannakhet von Laos.
Der wichtigste Fluss des Landkreises ist der Grenzfluss Mekong.

## Geschichte
Wan Yai wurde am 16. September 1977 zunächst als „Zweigkreis“ (King Amphoe) eingerichtet, indem die Tambon Wan Yai, Pong Kham und Bang Sai Noi vom Amphoe Mueang Mukdahan abgetrennt wurden. 
Als 1982 die neue Provinz Mukdahan geschaffen wurde, war Wan Yai einer der sechs Landkreise, aus denen die neue Provinz ursprünglich bestand. 
Am 9. Mai 1992 wurde Wan Yai zum Amphoe heraufgestuft.

## Religion
Im Dorf Song Khon (Tambon Pong Kham) erschossen im Dezember 1940, während des Französisch-Thailändischen Kriegs thailändische Polizisten sieben thailändische Katholiken, die verdächtigt wurden, für Frankreich zu spionieren. Dabei mag aber auch eine Rolle gespielt haben, dass die radikal nationalistische Militärregierung von Plaek Phibunsongkhram generell alles „Fremde“ ablehnte und das Christentum als „fremde Religion“ ansah. Unter den Getöteten waren ein Katechist, zwei Ordensschwestern von der Liebe zum Heiligen Kreuz und vier Laiinnen (davon drei Mädchen im Alter von 14 bis 16 Jahren). Sie wurden als Märtyrer des Glaubens 1989 durch Papst Johannes Paul II. seliggesprochen. Die 1995 erbaute, den sieben Märtyrern gewidmete Wallfahrtskirche Unserer Lieben Frau in Song Khon ist eine der größten christlichen Kirchen in Thailand.

## Verwaltung

### Provinzverwaltung
Der Landkreis Wan Yai ist in fünf Tambon („Unterbezirke“ oder „Gemeinden“) eingeteilt, die sich weiter in 43 Muban („Dörfer“) unterteilen.
| Nr. | Name         | Thai       | Muban | Einw. |
| --- | ------------ | ---------- | ----- | ----- |
| 01. | Wan Yai      | หว้านใหญ่    | 11    | 4.791 |
| 02. | Pong Kham    | ป่งขาม      | 11    | 5.505 |
| 03. | Bang Sai Noi | บางทรายน้อย | 11    | 4.701 |
| 04. | Chanot       | ชะโนด      | 05    | 2.521 |
| 05. | Dong Mu      | ดงหมู       | 05    | 1.551 |

### Lokalverwaltung
Es gibt zwei Kommunen mit „Kleinstadt“-Status (Thesaban Tambon) im Landkreis:
- Wan Yai (Thai: เทศบาลตำบลหว้านใหญ่) bestehend aus dem gesamten Tambon Wang Yai.
- Chanot (Thai: เทศบาลตำบลชะโนด) bestehend aus dem gesamten Tambon Chanot.

Außerdem gibt es zwei „Tambon-Verwaltungsorganisationen“ (องค์การบริหารส่วนตำบล – Tambon Administrative Organizations, TAO):
- Pong Kham Dong Mu (Thai: องค์การบริหารส่วนตำบลป่งขามดงหมู)
- Bang Sai Noi (Thai: องค์การบริหารส่วนตำบลบางทรายน้อย)